# محوطه کاسه‌کران ۲
محوطه کاسه کران ۲ مربوط به عصر آهن - دوره اشکانیان - دوره ساسانیان است و در شهرستان گیلانغرب، بخش مرکزی، دهستان چله، چسبیده به روستای کاسه کران واقع شده و این اثر در تاریخ ۲۶ اسفند ۱۳۸۷ با شمارهٔ ثبت ۲۵۷۵۲ به‌عنوان یکی از آثار ملی ایران به ثبت رسیده است.